# Société Lumière
La Société Lumière, anteriorment Société Antoine Lumière et ses fils, després Société anonyme des plaques et papiers photographiques Antoine Lumière et ses fils, és una antiga important indústria mundial francesa en fotografia i cinematografia de 1884, fundada i gestionada successivament per Antoine Lumière, els seus fills Auguste i Louis Lumière (els germans Lumière), el seu net Henri Lumière, i posteriorment els seus hereus.

## Orígens
El 1882 Antoine Lumière va fundar una petita fàbrica d'artesania al districte Monplaisir del 8è districte de Lió, rue Saint-Victor (actual rue du premier film) abans de fundar el 5 de gener de 1884 l'empresa Antoine Lumière et ses fils per produir entre la dècada de 1890 i la dècada de 1950, les Étiquettes bleues, plaques fotogràfiques instantànies, inventades per ell i els seus fills, a partir de plaques seques ràpides i fàcils de desenvolupar, de gelatina-bromur de plata, anunciant la pel·lícula fotogràfica i la font de l'èxit mundial i la fortuna dels Lumière.

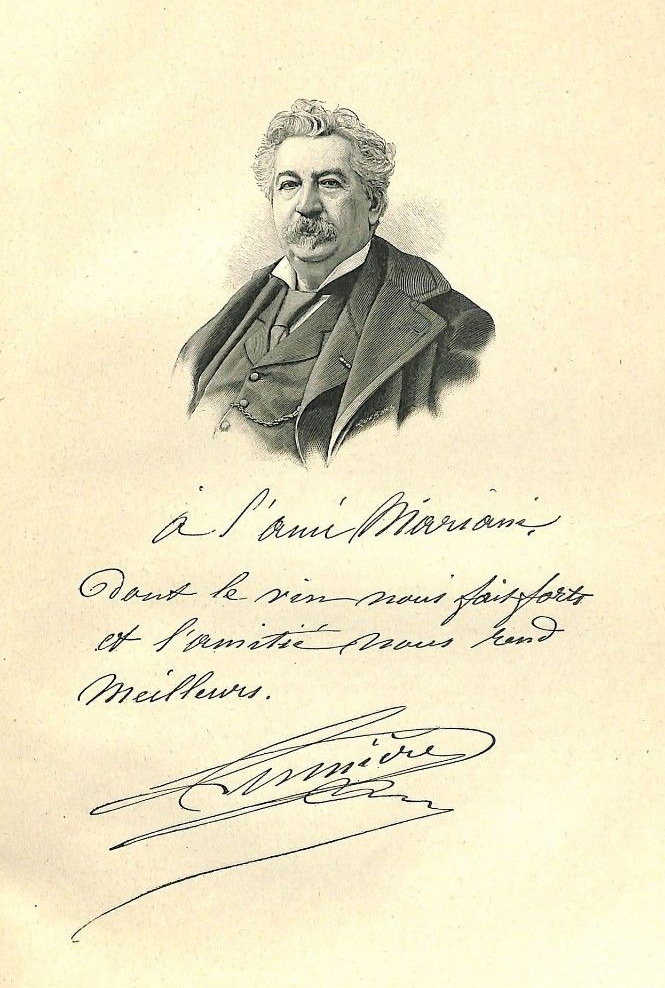
Antoine Lumière.
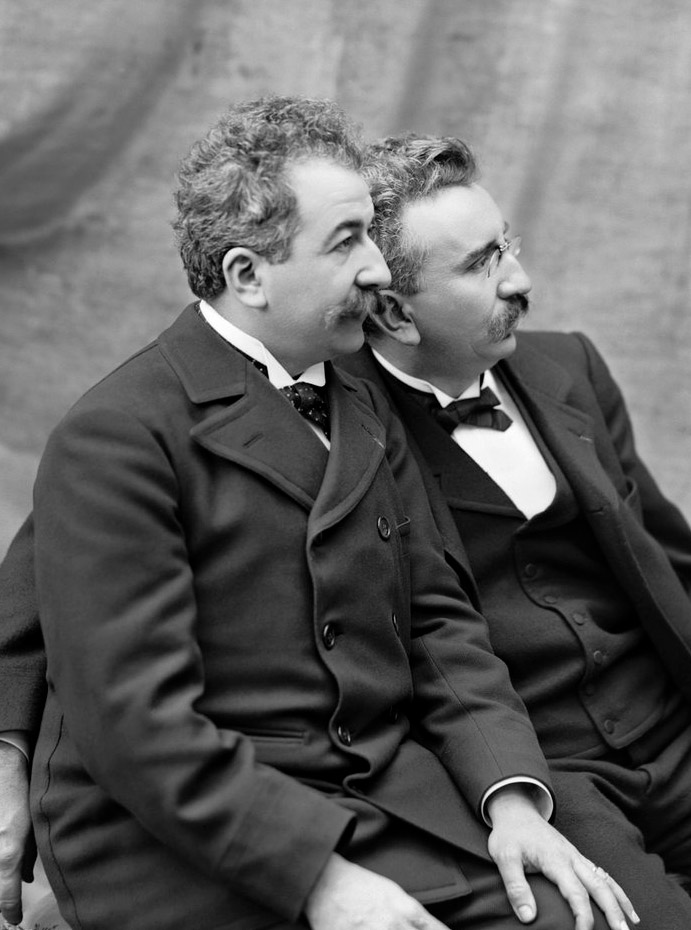
Auguste i Louis.

El 1892 l'empresa va adoptar l'estatus de societat anònima i va passar a anomenar-se Société anonyme des plaques et papiers photographiques Antoine Lumière et ses fils, amb un gran capital de 3 milions de francs, adquirida per l'èxit comercial de l'anterior. La indústria lleugera de placa fotogràfica, paper fotogràfic, pel·lícula fotogràfica i producte químic gaudeix d'un èxit mundial i el lloc industrial de Lió s'està desenvolupant gradualment a la superfície, en més de 8000 m², amb més de 800 treballadors.

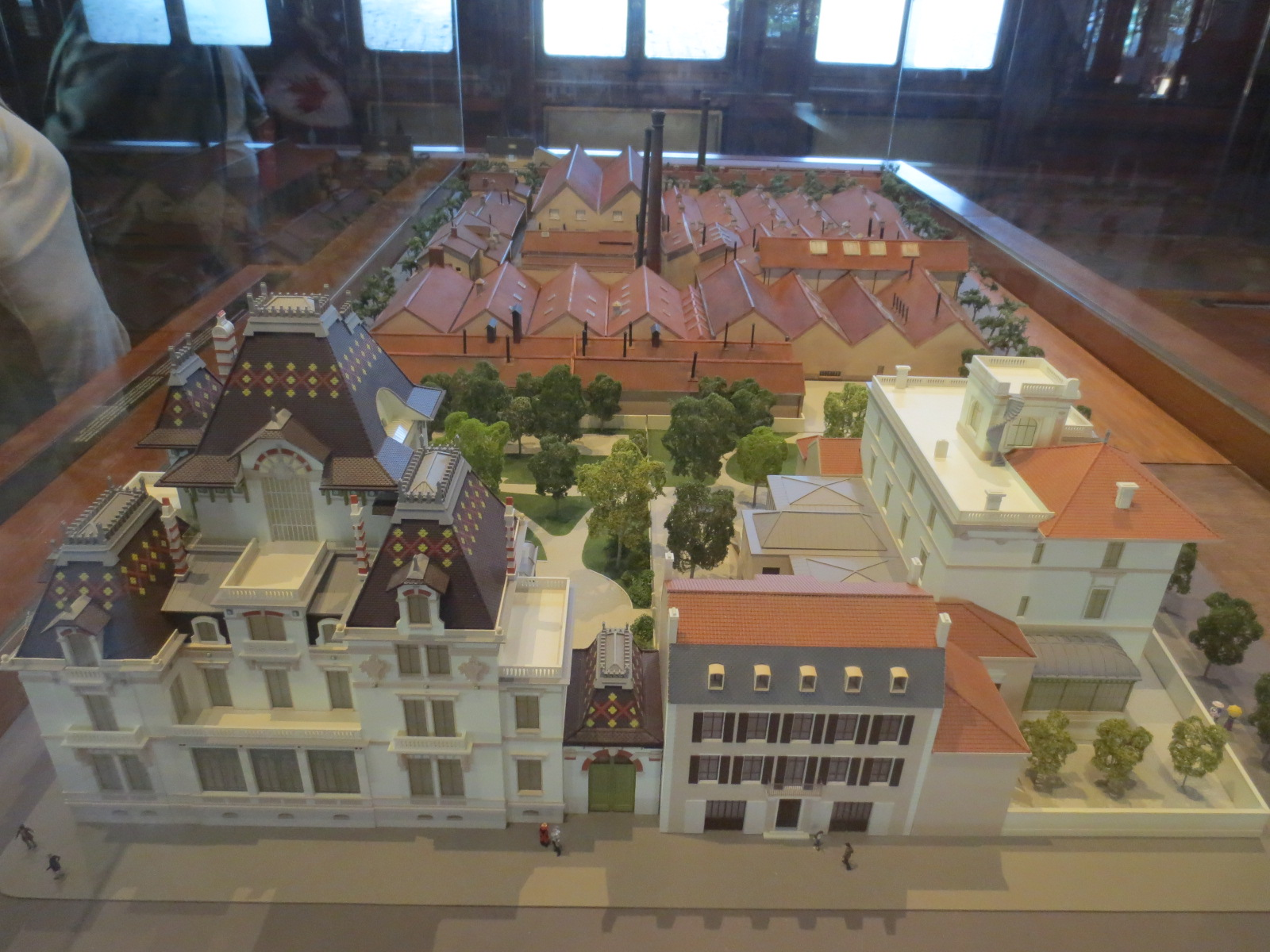
Villa Lumière i lloc industrial (Lió).
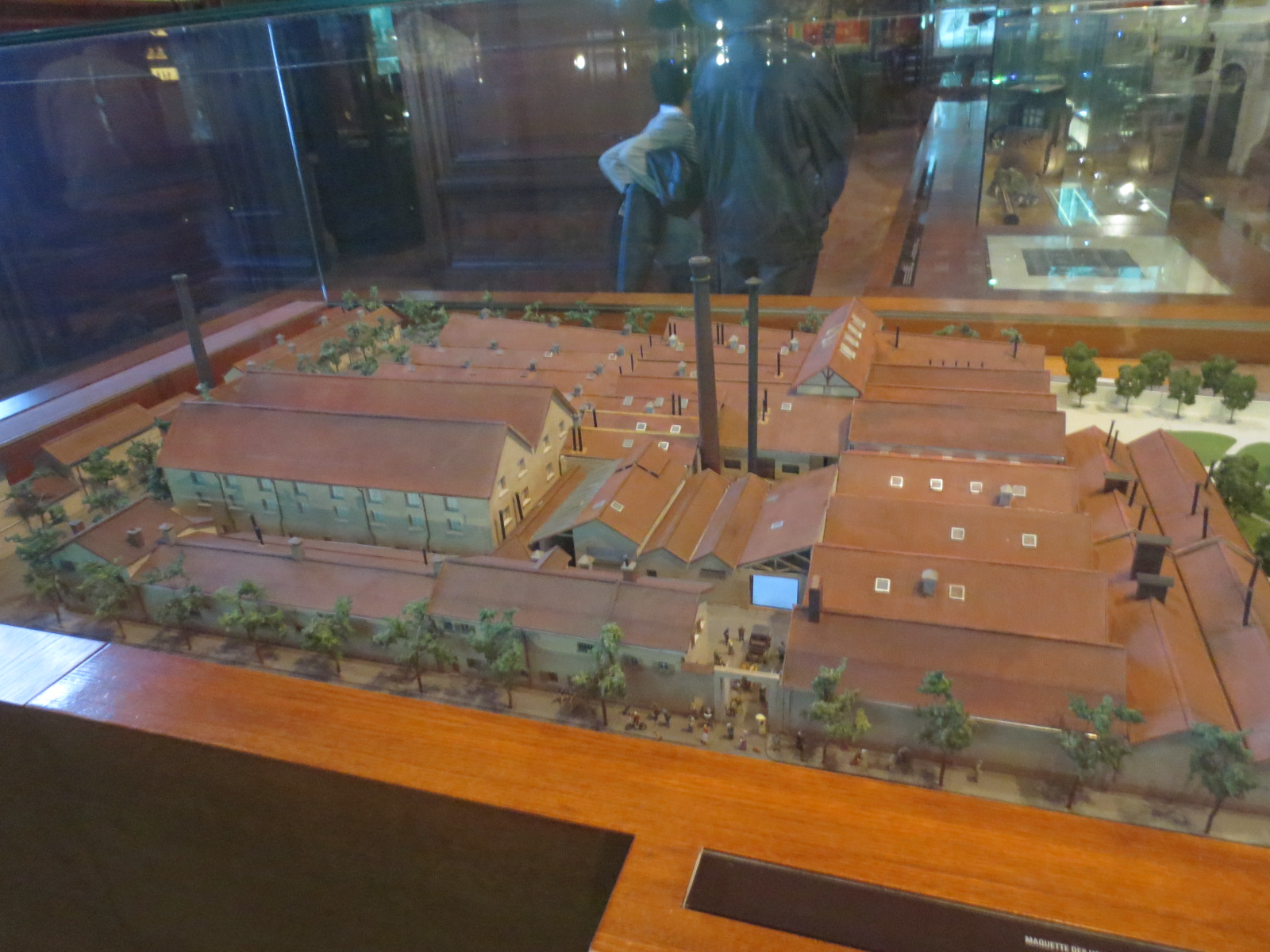
Lloc industrial històric de Lió.
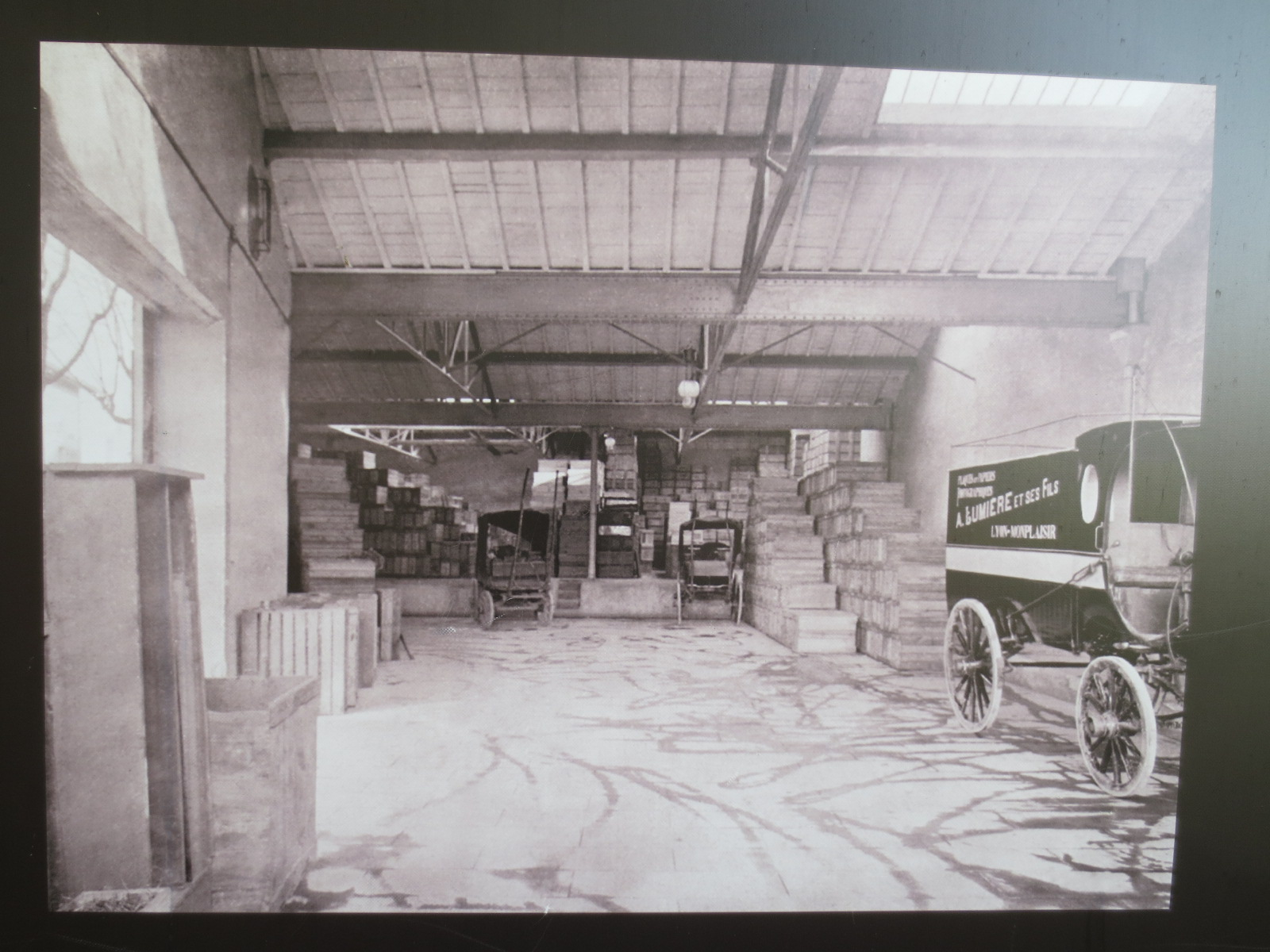
Dipòsit de fàbrica històrica..
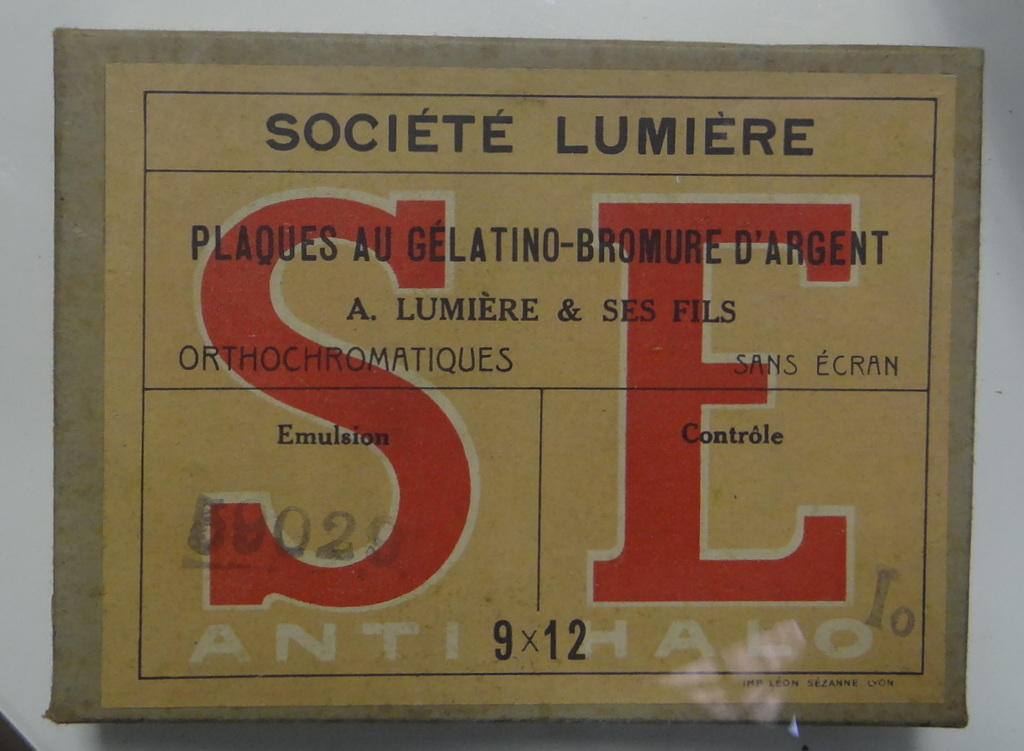
Plaques fotogràfiques « Étiquettes bleues ».

La gestió de la indústria familiar es va anar confiant progressivament a Henri Lumière (fill d'Auguste Lumière), mentre que els germans Lumière es dedicaven a la investigació científica i a invents innovadors prolífics en presentar més de 240 patents, principalment en el camp de la fotografia. Cap a l'any 1900, la producció de la indústria Lumière et fils rondava les 70.000 plaques diàries de diferents formats. L'empresa s'expandeix globalment comprant els seus competidors.

El 1895 Auguste i Louis Lumière, sota la influència del seu pare Antoine, que va assistir a una manifestació a París el 1894 de Kinetoscope de Thomas Edison i les primeres pel·lícules de cinema dirigit per William Kennedy Laurie Dickson, desvia la seva recerca sobre fotografia en color cap a l'estudi d'un sistema mecànic que permet fer fotografies en moviment i reproduir aquest moviment. Auguste va dur a terme el primer treball que no va portar al desenvolupament d'un procés fiable. Al final, va ser Louis qui va desenvolupar un sistema enginyós que era més eficient que la càmera cinetògrafica d'Edison, la càmera cinematògrafa, que va fer possible sobretot, després del rodatge, la projecció en moviment en una gran pantalla davant d'un públic reunit - com ja es va fer des de 1892 el teatre òptic d'Émile Reynaud- de Vistes fotogràfiques animades. Així és com Louis Lumière anomena els seus rodets, la paraula "pel·lícula" que ha estat utilitzada per primera vegada per Edison. La primera presentació pública d'aquest procés es va organitzar el 28 de desembre de 1895, al Salon indien du Grand Café a París, utilitzant una pel·lícula de 35  mm d'ample a dues perforacions rodones per a cada fotograma, mentre que altres processos més o menys idèntics estan sorgint al seu pas. El cinematògraf Lumière va destronar així les màquines d'Edison i va deixar obsolet el Teatre Òptic. Per finalitzar el seu invent, Louis Lumière va comptar amb la col·laboració de l'enginyer parisenc Jules Carpentier

| « | Així, el gran mèrit dels Lumière és haver produït una síntesi dels invents dels seus predecessors. El seu cinematògraf és especialment intel·ligent, és pràctic, el mateix mecanisme que s'utilitza pel rodatge es converteix en un aparell de projecció quan va equipat amb una llanterna d'alcohol, fins i tot pot copiar bobines ja girades. Una càmera, un aparell de projecció, un tirador, tenim tres aparells en un! A diferència del cinetògraf d'Edison, el cinematògraf dels germans Lumière no és accionat per un motor elèctric, el seu mecanisme de manivela té l'avantatge de ser lleuger i permet als operadors moure's amb molta facilitat per filmar en exteriors naturals. | » |

La pel·lícula perforada rodona Lumière (escollida per evitar la falsificació de la pel·lícula perforada rectangular de 35 mm presentada per Edison) es va abandonar posteriorment a favor del format Edison. Louis Lumière va produir milers de pel·lícules rodades arreu del món, abans que Léon Gaumont i especialment Charles Pathé creessin la indústria cinematogràfica francesa, que era encara més poderosa que la indústria cinematogràfica estatunidenca.

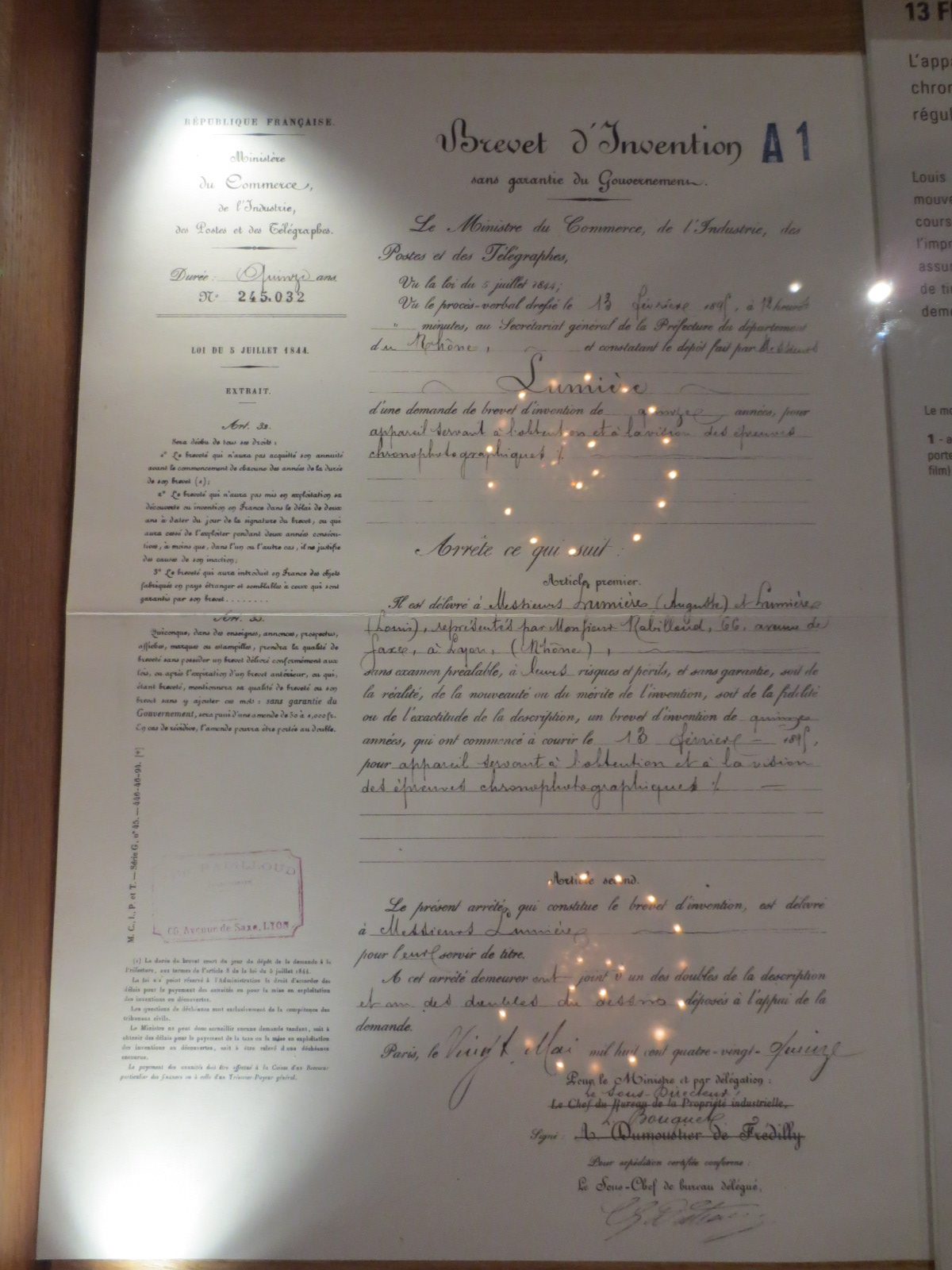
Patent datada del 20 de maig de 1895.
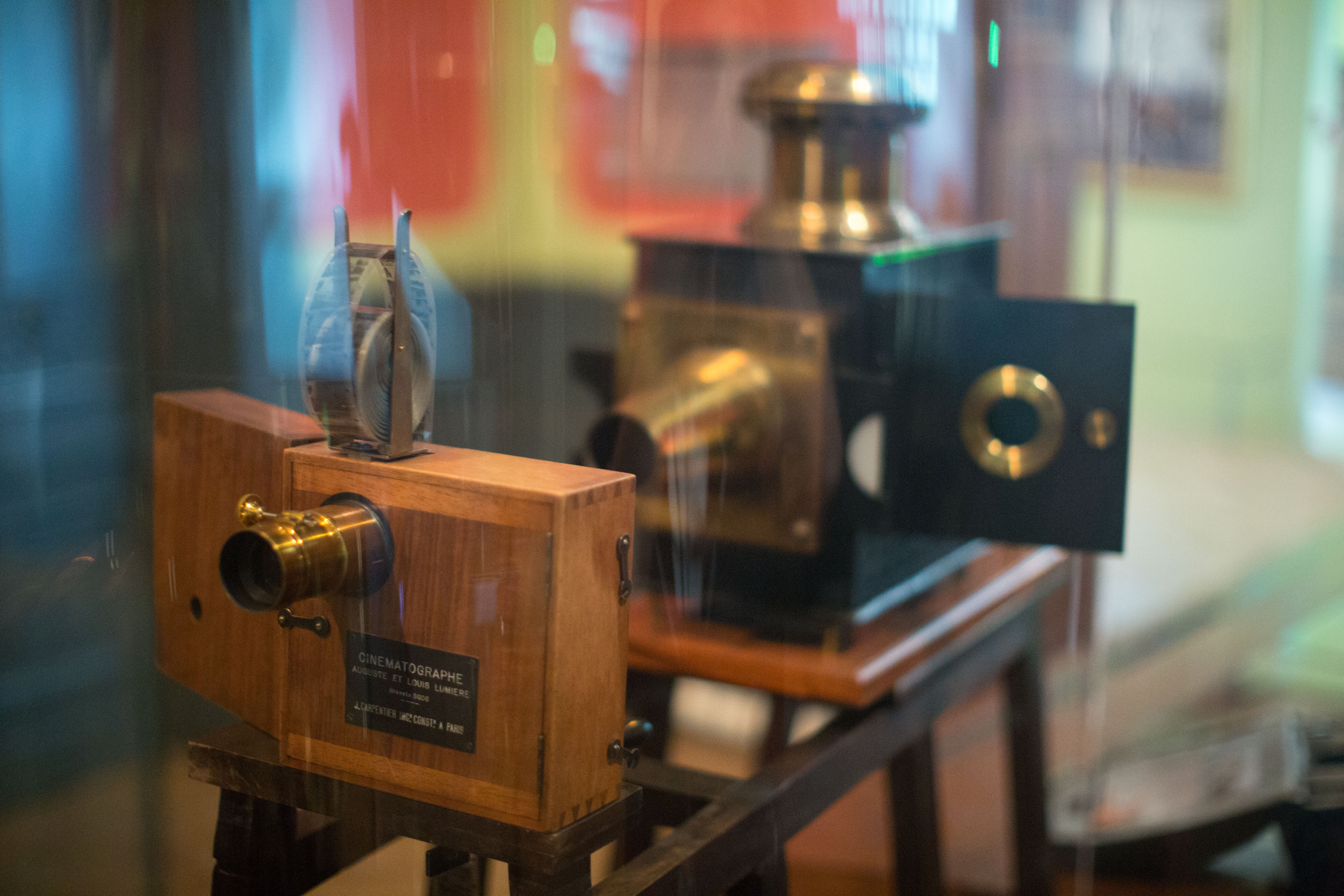
El cinematògraf en configuració de projecció (amb una llanterna màgica).
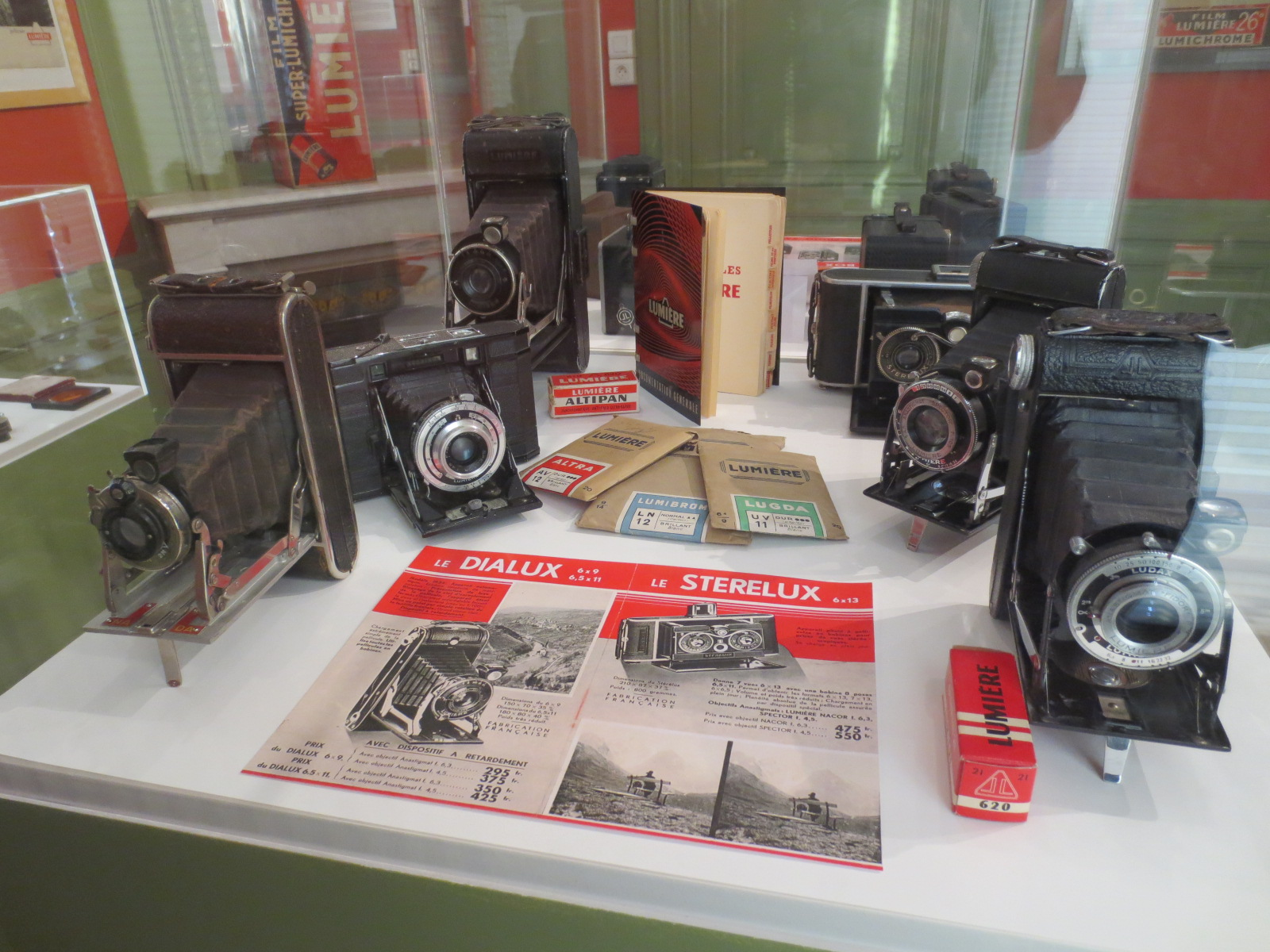
Càmeres fotogràfiques Lumière
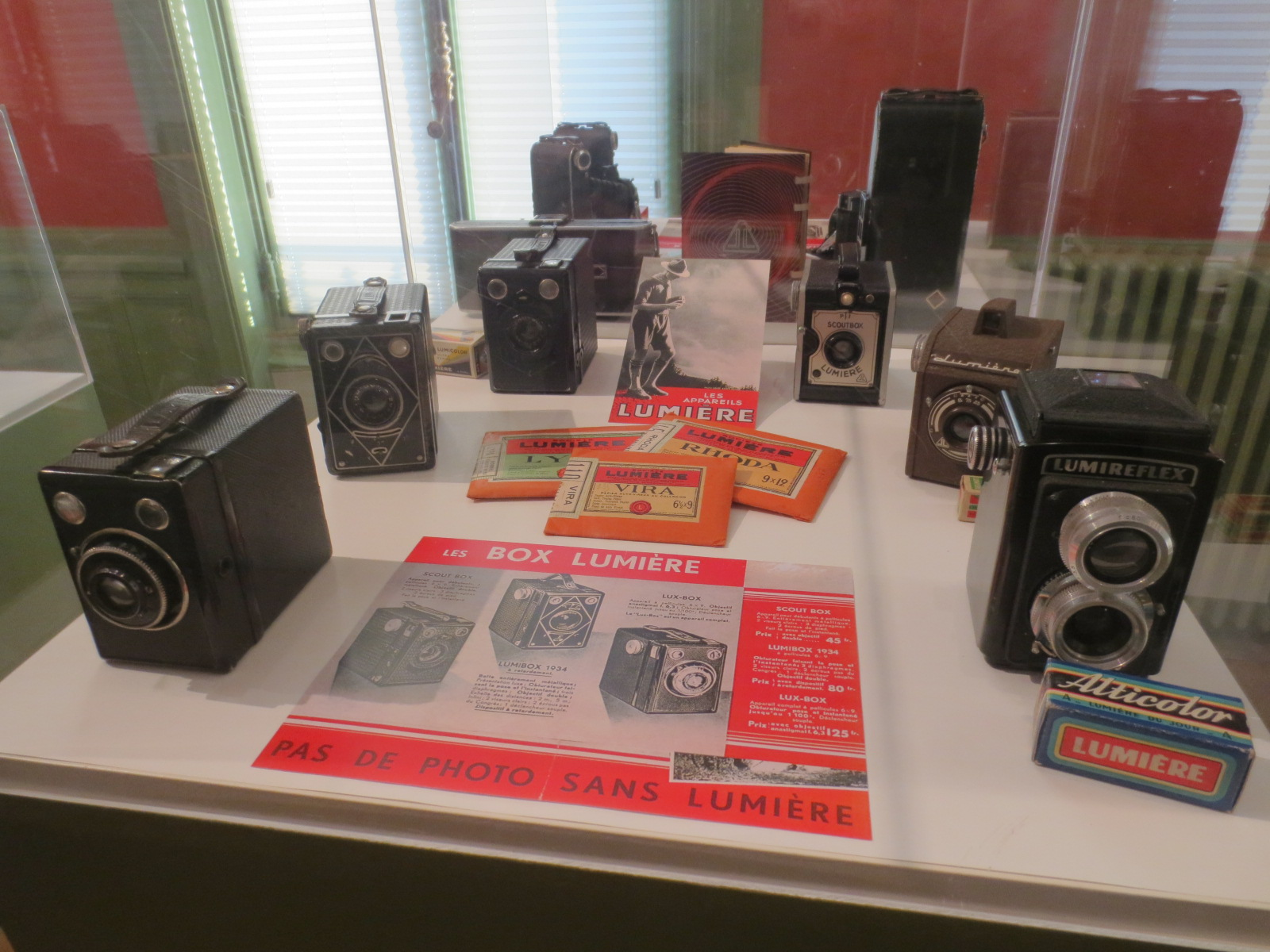
Altres càmeres Lumière
Càmera Lumière

El 1896 la Société Lumière va sortir amb èxit a la borsa. 
| « | El febrer de 1897, els Lumière van comercialitzar el Cinématographe, que va arribar per primera vegada amb una lent d'enfocament automàtic per a subjectes de més de 6 metres. A continuació, s'ofereixen lents Zeiss més sofisticades (distàncies focals de 50 o 54 mm). 425 còpies del Cinématographe van ser realitzades per l'enginyer Jules Carpentier, 20 rue Delambre a París. Renunciant a desenvolupar la seva pròpia càmera, Carpentier va tenir molt a veure amb el disseny final del dispositiu. | » |

 L'èxit internacional del Cinématographe va permetre a la família Lumière construir viles de luxe, entre les quals la Villa Lumière el 1899 (seu administrativa i lloc de residència de la família a la zona industrial de Lió), Vila de La Ciotat (més de 40 habitacions en 90 hectàrees), Vila d'Évian-les-Bains (actual Ajuntament d'Évian-les-Bains), Vila La Pèrgola de Cap d'Ail de 1899 (destruïda per la Segona Guerra Mundial).

## Reconversió i declivi
El 1903, Louis Lumière va inventar l'autocrom, un enginyós procés de fotografia en color que capturava i preservava el color. L'any 1904, la Société Lumière va abandonar la producció de pel·lícules, els dos germans es van adonar que aquest nou espectacle, de vocació artística i també industrial, requeria especialistes en dramatúrgia i posada en escena, cosa que reconeixien no ser. Aclaparats per la indústria, es van retirar de la competència.
No abandonen, però, la competència a nivell de productes fotogràfics. El 2 d'abril de 1911, per contrarestar Kodak, l'empresa es va convertir en Union Photographique des Ets Lumière et Jougla en fusionar-se al districte de Polangis de Joinville-le-Pont prop de París, amb el seu competidor, la société anonyme des plates, films et papiers photographies, fundada l'any 1901 pels dos germans Joseph i Zacharie Jougla (amb l'ajuda del nebot de Louis Ducos du Hauron, inventor de la tricromia/fotografia en color, la fàbrica Jougla va fabricar i comercialitzar l'any 1907 les "omnicolor", les primeres plaques de color del món, abans de l'autocroms dels germans Lumière). La nova fàbrica Lumière-Jougla també va produir càmeres Lumière fins que va tancar el 1966.

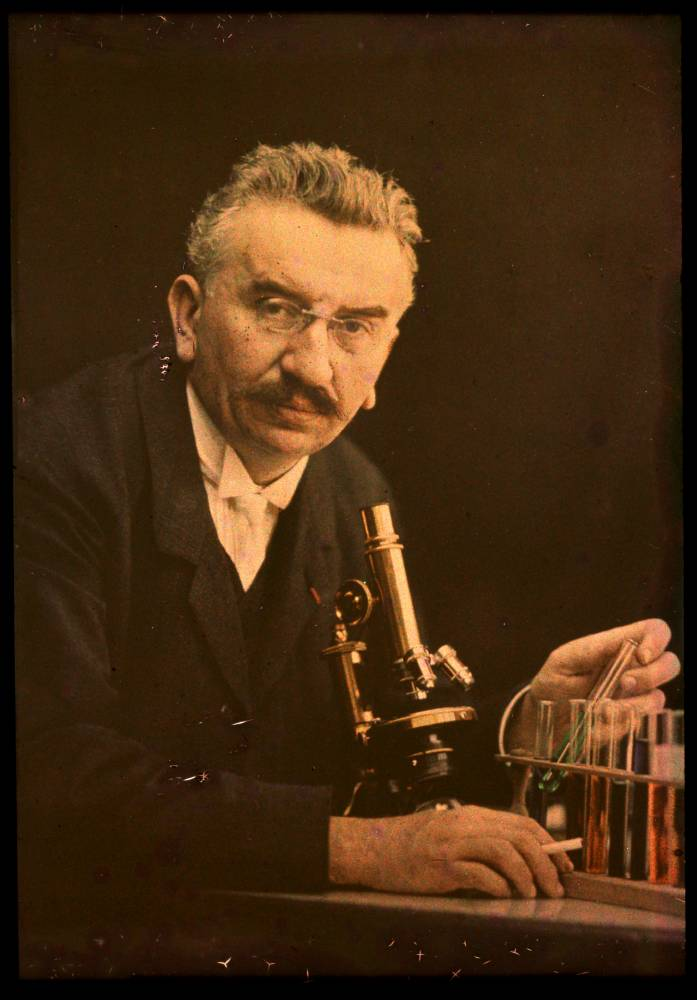
Autoretrat autocrom de Louis Lumière.
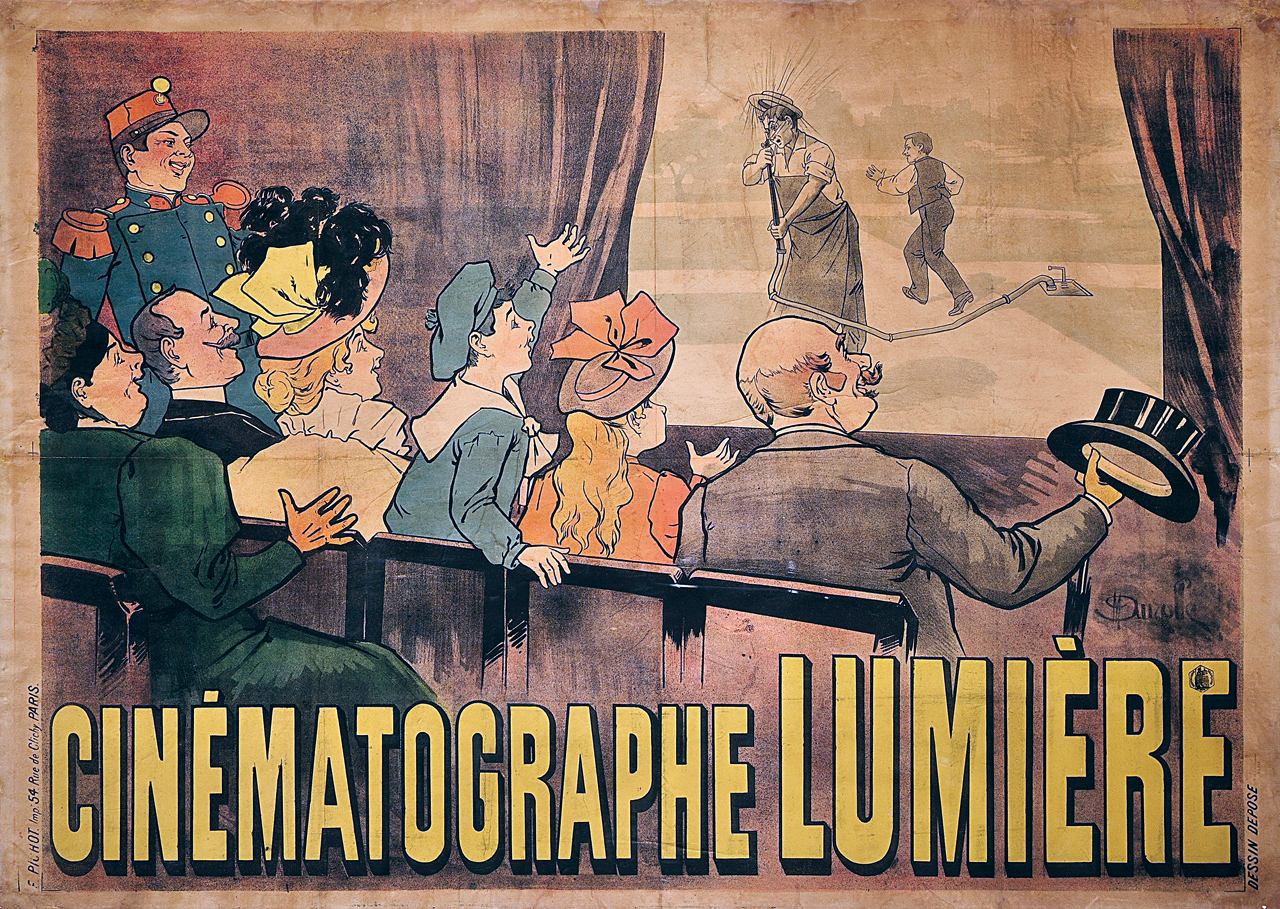
Publicité pour le Cinématographe Lumière.
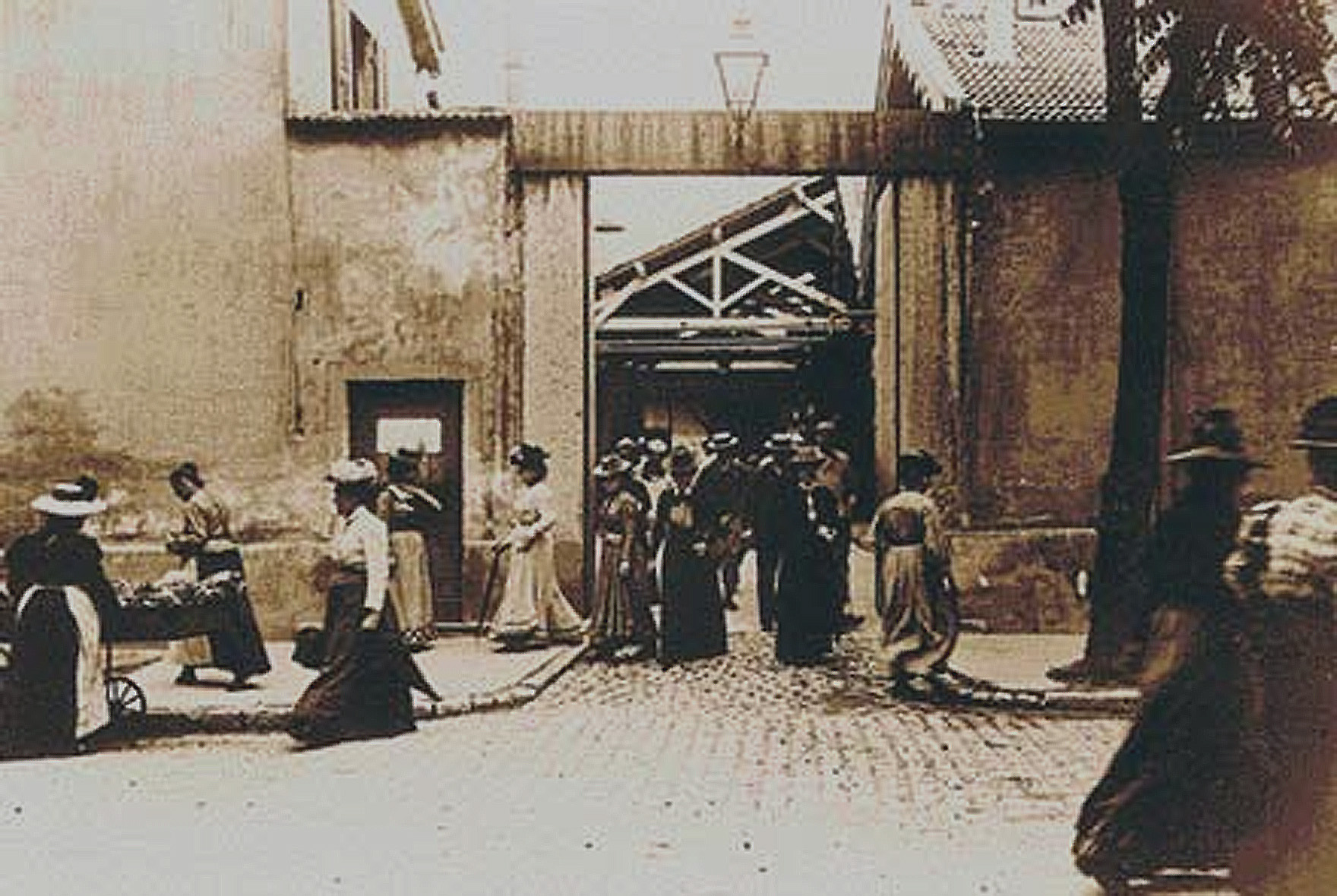
La sortida dels obrers de la fàbrica (1895, primera pel·lícula francesa).
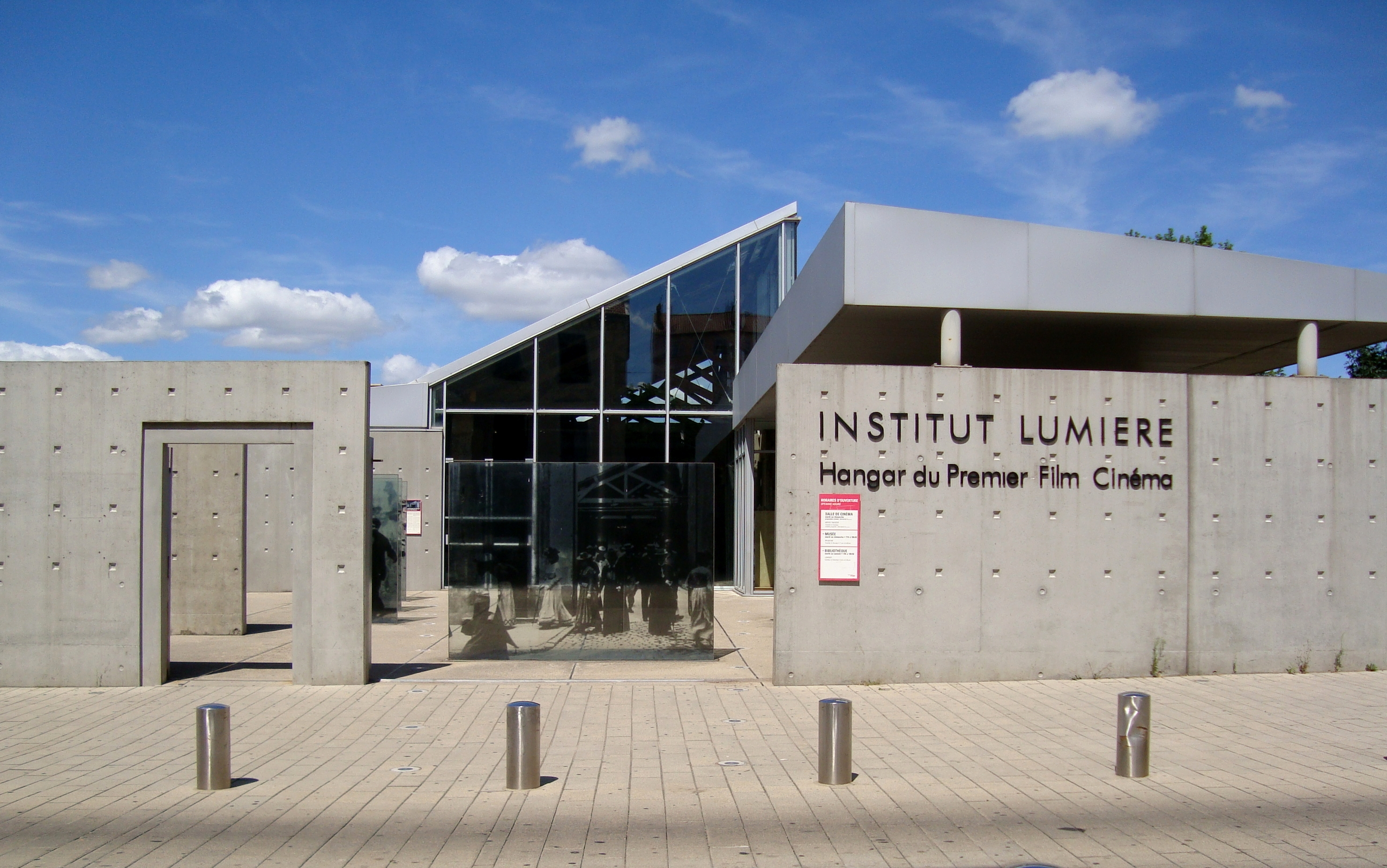
Ubicació dels primers plans de Louis Lumière: les restes de l'hangar d'on va sortir el personal.
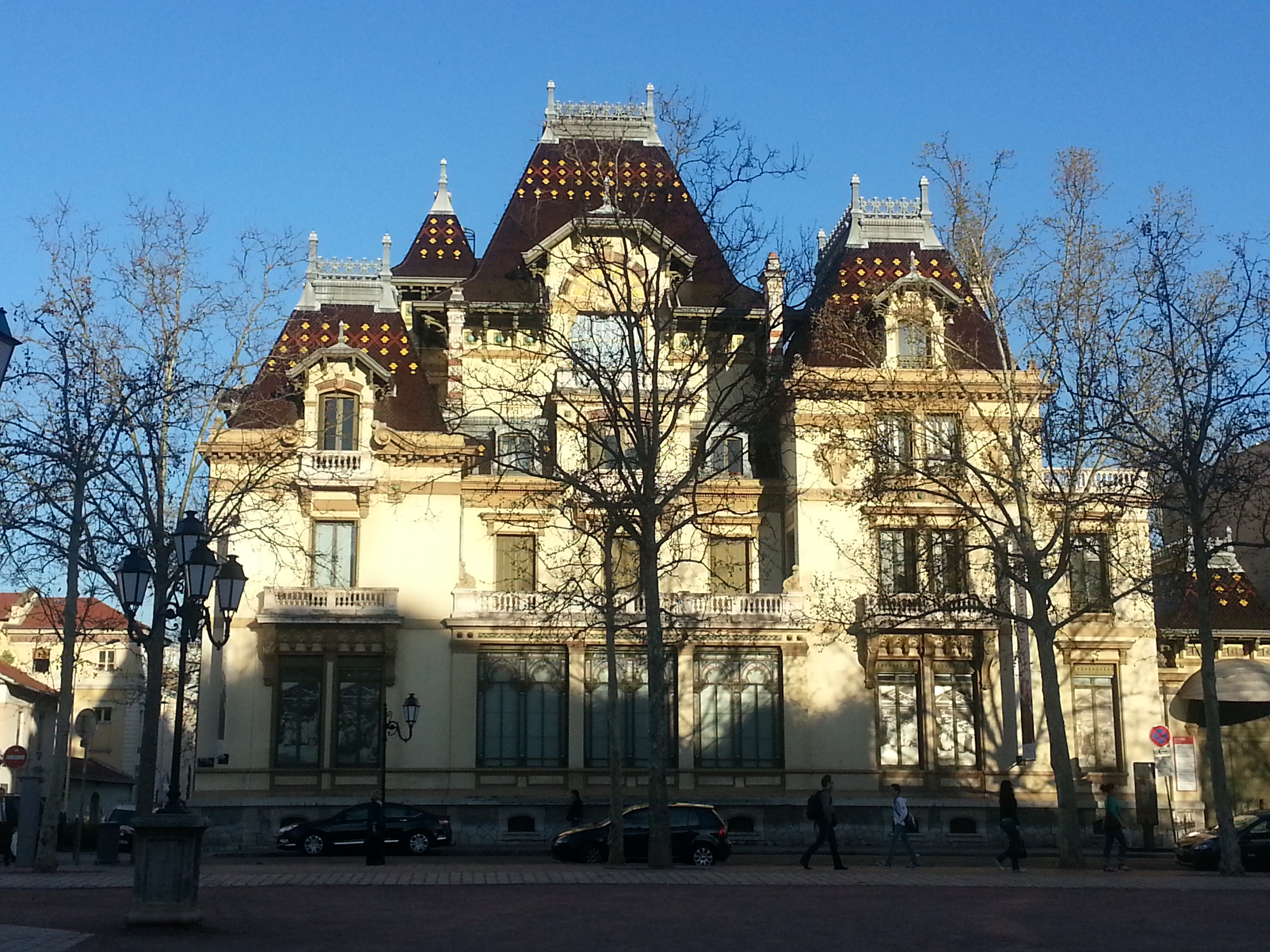
Villa Lumière esdevinguda l'Institut Lumière.
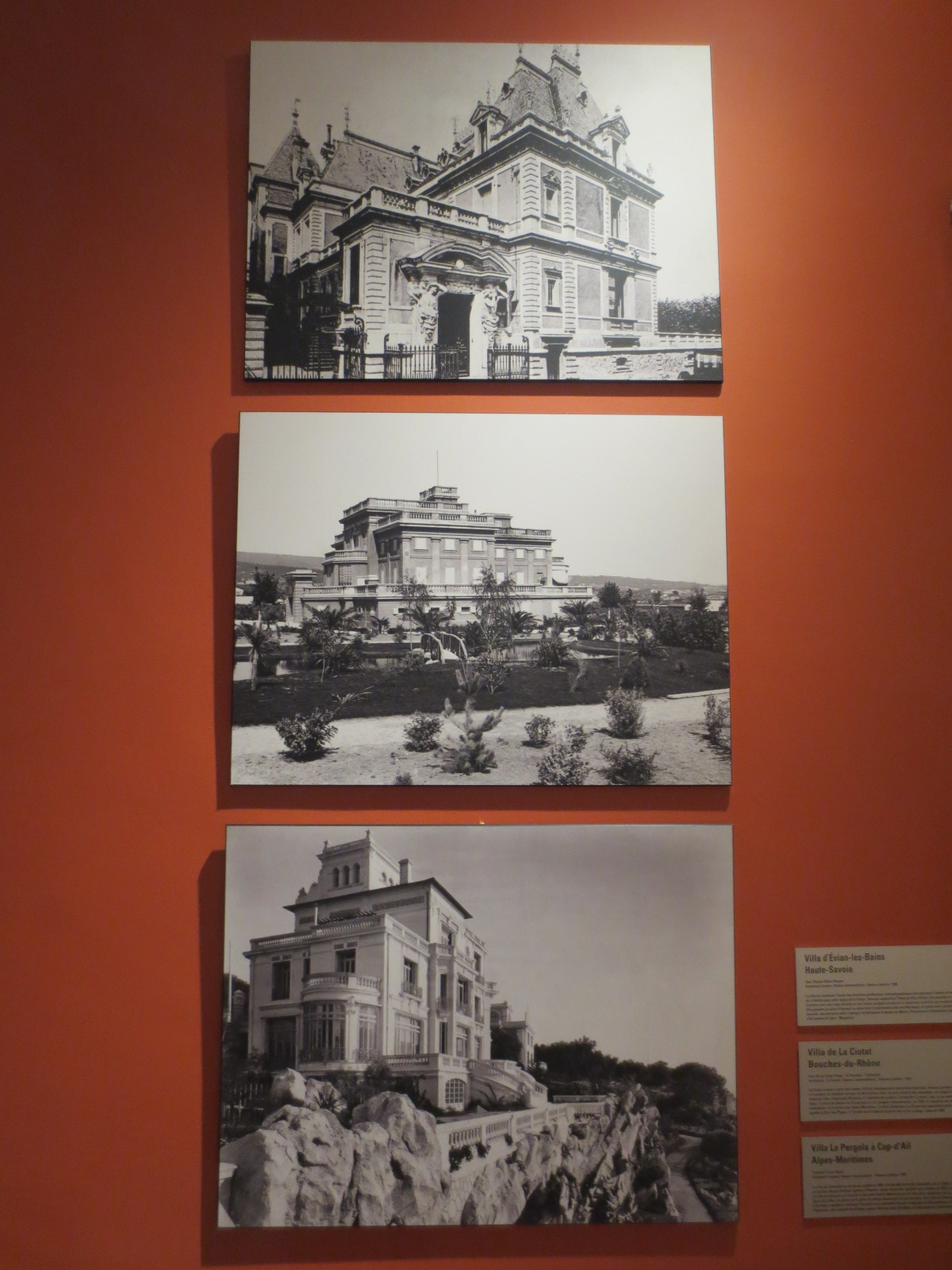
Villas d'Évian-les-Bains, La Ciotat i Cap d'Ail.

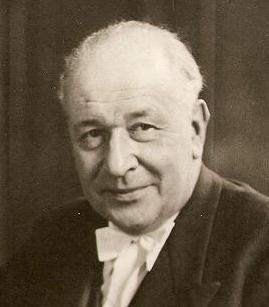
Henri Lumière el 1970 (1897-1971).

El 1928 la societat va passar a anomenar-se Société Lumière i va produir fins al 1970 superfícies sensibles i productes químics per a fotocomposició i radiografia medicina. Henri Lumière (fill d'Auguste Lumière) es va convertir en el seu director el 1940.
El 1975 l'empresa es va fusionar amb el grup Ilford i va ser transferida a Saint-Priest. El lloc industrial històric de Lió està arrasat amb l'excepció de la Villa Lumière (seu del museu i de l'Institut Lumière), i l'Hangar du premier film (rehabilitat i inclòs a la llista de monuments històrics de Lió el 1994).
El 2013 Ilford Imaging Switzerland GmbH va fer fallida després d'haver aconseguit resistir durant molt de temps en el camp de la fotografia cinematogràfica, la innovació tecnològica de la fotografia digital.